# Aristida longifolia
Aristida longifolia är en gräsart som beskrevs av Carl Bernhard von Trinius. Aristida longifolia ingår i släktet Aristida och familjen gräs. Inga underarter finns listade i Catalogue of Life.